# Tirupati
Tirupati är en stad i distriktet Chittoor i delstaten Andhra Pradesh i Indien. Folkmängden uppgick till cirka 300 000 invånare vid folkräkningen 2011. Storstadsområdet beräknades ha cirka 630 000 invånare 2018. Staden och templet Venkateswara (som ligger några kilometer nordväst om staden) besöks av stora skaror pilgrimer.